# Souroubea exauriculata
Souroubea exauriculata là một loài thực vật có hoa trong họ Marcgraviaceae. Loài này được Delpino miêu tả khoa học đầu tiên năm 1869.